# Zygmunt Konieczny (kompozytor)
Zygmunt Konieczny (ur. 3 stycznia 1937 w Krakowie)  – polski kompozytor piosenki literackiej, muzyki teatralnej i filmowej.

## Życiorys
Urodził się 3 stycznia 1937 w Krakowie, w rodzinie Bronisława i Marii z Gębików. Brat Janiny, zmarłej w dzieciństwie, Jadwigi, iberystki, Anny, orientalistkę i Leszka, biochemika. Dzieciństwo spędził niedaleko Limanowej, w Szczyrzycu. W latach 1953–1958 uczył się w Liceum Muzycznym im. Fryderyka Chopina w Krakowie. W latach 1959–1964 studiował na Wydziale Kompozycji u Stanisława Wiechowicza w Państwowej Wyższej Szkole Muzycznej w Krakowie.
Podczas studiów, w 1959 zadebiutował w krakowskim kabarecie Piwnica pod Baranami, z którym silnie związany był do 1967. Skomponował wiele piosenek dla wykonawców Piwnicy, zwłaszcza dla Ewy Demarczyk, z którą współpracował od 1962. Jako kompozytor muzyki teatralnej zadebiutował w 1959 muzyką do sztuki Arthura Millera Widok z mostu (w reżyserii Jerzego Grzegorzewskiego). Od 1963 nieformalnie związany z Teatrem Starym w Krakowie, dla którego napisał sporo partytur, m.in. Noc listopadową (1974).
Komponuje również muzykę do filmów fabularnych, krótkometrażowych i animacji. Jest m.in. autorem ścieżki dźwiękowej do filmów Jana Jakuba Kolskiego, np. Pornografia i Jasminum.
Prowadzi seminarium z muzyki teatralnej i filmowej w PWST w Krakowie.

## Twórczość
Obfita i różnorodna twórczość Koniecznego odzwierciedla trzy obszary jego kompozytorskich zainteresowań. Są to: piosenka literacka (nazywana także aktorską lub poetycką), muzyka teatralna i muzyka filmowa. Najbliższa naturze kompozytora wydaje się jednak twórczość wokalno-instrumentalna, określana przez niego mianem piosenki literackiej. W powojennej historii polskiej piosenki kabaretowej Konieczny był jednym z pierwszych kompozytorów, który próbował przełamać istniejące w niej konwencje, a tym samym nadać utworom pisanym dla kabaretu walor twórczości artystycznej .
Punktem wyjścia dla jego kompozytorskich działań jest tekst literacki (najczęściej utwory wybitnych poetów, m.in. Leśmiana, Pawlikowskiej-Jasnorzewskiej, Baczyńskiego, Białoszewskiego), wraz z jego strukturą formalną, warstwą symboliczną i znaczeniową. Poprzez muzykę Konieczny stara się jak najdokładniej wydobyć wszystkie niuanse tekstu; tak więc muzyka w jego utworach jest rodzajem interpretacji tekstu literackiego. Ostatnim etapem działania Koniecznego jest praca z wykonawcą, któremu kompozytor stawia cały szereg wymagań wokalno-aktorskich. Komponuje najczęściej z myślą o konkretnym wykonawcy, wytyczając tym samym niewielki margines odchyleń od zaplanowanego wzoru .
W muzyce teatralnej i filmowej kompozytor często przenosi swoje doświadczenia z pracy nad utworami wokalno-instrumentalnymi. Specyfika form filmowych i teatralnych stwarza dodatkowe możliwości penetracji kompozytorskiej, zwłaszcza w zakresie formy muzycznej, brzmienia i harmoniki. Jego muzyka ma charakterystyczny, łatwo rozpoznawalny styl, którego oryginalność tkwi w sposobie doboru i syntezie różnych elementów muzycznych, takich jak skala dur-moll i skale modalne, swobodne zestawienia akordów, metrorytmiczne ostinata oraz krótkie, urywane motywy melodyczne .

## Utwory
(na podstawie materiałów źródłowych )

### W wykonaniu Ewy Demarczyk
- Czarne anioły (sł. Wiesław Dymny[10], 1967)
- Grande valse brillant (sł. Julian Tuwim[11], 1967)
- Groszki i róże (sł. Julian Kacper i Henryk Rostworowski[12], 1967)
- Karuzela z madonnami (sł. Miron Białoszewski[13], 1967)
- Tomaszów (sł. Julian Tuwim[14], 1967)
- Wiersze wojenne (sł. Krzysztof Kamil Baczyński, 1967)

### Muzyka filmowa
- Słońce wschodzi raz na dzień (1967)
- Jak daleko stąd, jak blisko (1971)
- Lawa (1989)
- Prymas. Trzy lata z tysiąca (2000)
- Pornografia (2003)
- Jasminum (2006)
- Istnienie (2007)
- 1920. Wojna i miłość (2010) – muzyka do serialu[15]
- Święty interes (2010)
- Kontrapunkt (2014)
- Lekcja polskiego (2017)
- Figurant (2023)

### Muzyka teatralna
- Noc listopadowa (1974, 1978)
- Wyzwolenie (1976)
- Śnieżyca (1992)

### Inne kompozycje
- Serce moje gram (2001) – oratorium
- Muzyka baletowa (2016)
- Kwartet smyczkowy (2016), w wersji orkiestrowej: Intermezzo (2022)[16]
- Glissando (2022)

## Dyskografia
- 1967 – Ewa Demarczyk śpiewa piosenki Zygmunta Koniecznego (Polskie Nagrania Muza)
- 1974 – Dziady Adama Mickiewicza w inscenizacji Konrada Swinarskiego z muzyką Zygmunta Koniecznego (Polskie Nagrania Muza)
- 1974 – Stanisław Wyspiański. Noc listopadowa z muzyką Zygmunta Koniecznego. Inscenizacja: Andrzej Wajda (Polskie Nagrania Muza)
- 1994 – Jańcio Wodnik (Woycek)
- 2000 – Prymas (Columbia)
- 2007 – Wyspiański według Koniecznego (Rozstaje)
- 2009 – Wielcy kompozytorzy filmowi, nr 10 (Agora)
- 2022 – Zygmunt Konieczny. Muzyka teatralna i filmowa (Krakowskie Forum Kultury / DUX)

## Ordery i odznaczenia
- Krzyż Komandorski Orderu Odrodzenia Polski (2012)[17][18]
- Krzyż Oficerski Orderu Odrodzenia Polski (1998)[19]
- Złoty Krzyż Zasługi (1979)[20]
- Złoty Medal „Zasłużony Kulturze Gloria Artis” (2005)[21]

Źródło:.

## Nagrody
- Nagroda Miasta Krakowa (1974, 2007)[22]
- Nagroda Przewodniczącego Komitetu do spraw Radia i Telewizji I stopnia za twórczość kompozytorską w programach PRiTV (1978)[19]
- Nagroda Wojewody Krakowskiego (1996)[19]
- „Jańcio Wodnik” na Ogólnopolskim Festiwalu Sztuki Filmowej „Prowincjonalia” we Wrześni za muzykę do filmu Pornografia (2004)[23]
- Orzeł (Polska Nagroda Filmowa) w kategorii: Najlepsza muzyka za rok 2003 - do filmu Pornografia (2004)[23]
- Orzeł (Polska Nagroda Filmowa) w kategorii: Najlepsza muzyka za rok 2006 - do filmu Jasminum (2007)[23]
- Nagroda specjalna i członkostwo honorowe Stowarzyszenia Autorów ZAiKS (2016)[24]
- Nagroda na 7. Festiwalu Filmowym im. Krzysztofa Komedy w Ostrowie Wielkopolskim za całokształt twórczości dla kompozytora muzyki filmowej (2018)[23]